# اوندرژی هاولکا
اوندرژِی هاولکا (چکی: Ondřej Havelka؛ زادهٔ ۱۰ اکتبر ۱۹۵۴) خواننده سبک جاز و سوینگ، بازیگر و کارگردان فیلم اهل جمهوری چک است. وی فیلمی مستند دربرهٔ زندگی هنرمند جاز ییرژی تراکسلر ساخته است.
از فیلم‌ها یا برنامه‌های تلویزیونی که وی در آن نقش داشته‌است، می‌توان به کافکا و ناله نکن، سنجاب! اشاره کرد.